# 始雨燕属
始雨燕属（学名：Eocypselus）即始鸱属，是一属已灭绝的雨燕目鸟类，目前的研究表明，这种鸟与雨燕和蜂鸟的共同祖先形态相近。

## 下属物种

### 文森特始雨燕
文森特始雨燕（学名：Eocypselus vincenti）是始雨燕属的模式种，发现于早始新世丹麦的富尔组（英语：Fur Formation）。该物种描述自模式标本 BMNH A 5429，该标本包括左肱骨、不完整的右肱骨、左乌喙骨、不完整的左尺骨和左桡骨，缺少头部骨骼，标本带有明显的羽毛痕迹。

### 罗氏始雨燕
罗氏始雨燕（学名：Eocypselus rowei）是始雨燕属下新描述的物种。
该物种由丹尼尔·T·克塞普卡（Daniel T. Ksepka）、 朱莉娅·A·克拉克（Julia A. Clarke）、斯特林·J·内斯比特（Sterling J. Nesbitt）、费利西亚·B·库尔普（Felicia B. Kulp）和兰斯·格兰德（Lance Grande）于2013年首次描述。研究人员在芝加哥菲尔德自然历史博物馆工作时，发现了一个采集自怀俄明州绿河组的、保存相当完好的标本。该标本有着几乎完整的骨骼和保存了黑素体的羽毛。研究人员基于该标本描述了新物种罗氏始雨燕，该物种种加词rowei意在致敬该博物馆董事会主席 约翰·罗（John Rowe），发现者们称约翰·罗为“化石极客”（fossil geek）。
罗氏始雨燕不像雨燕一样快速飞行，也不像蜂鸟一样能够悬停在空中。这种鸟从头到尾全长不超过 5英寸（13 cm），其羽毛长度占到了其翼展的一半以上。这种鸟体型相当小，体重不超过1盎司（28克），可以放在人的手掌上。这种鸟可能有着现代雨燕似黑色的，有虹彩光泽的羽毛。
罗氏始雨燕生活在5000万年前的始新世，可能是一种食虫鸟类。